# Exorcismo gay
El exorcismo gay o exorcismo homosexual es una forma derivada del exorcismo en la que la autoridad eclesiástica es llamada para vencer una posesión demoníaca de carácter homosexual. Los defensores de la práctica buscan extirpar el «demonio de la homosexualidad» que sería la fuente de la «desviación sexual» del individuo afectado.

## Estados Unidos
Entre los cristianos pentecostales de Estados Unidos, el dogma afirma que la homosexualidad está causada por demonios que ocupan el cuerpo y obligan a los afectados a actuar en contra de la voluntad de Dios. Personas especialmente entrenadas pueden exorcizar estos espíritus en un ritual llamado deliverance («liberación»). No todas las iglesias pentecostales o evangélicas aceptan los exorcismos, siendo incluso rechazado por algunas iglesias homofóbicas, pero el ritual se realiza por todo el país y no solo en las zonas más conservadoras, incluso en estados donde el matrimonio igualitario es legal, llegando a realizarse en la ciudad de Nueva York. Muchos de los afectados son menores, lo que ha provocado algunos escándalos, pero el estado no actúa debido al conflicto con la libertad religiosa. Algunos practicantes creen que los demonios tienen una componente física, por lo que tratan de provocar vómitos, esputos e incluso la evacuación de los intestinos.
Roland Stringfellow, un predicador de California, ha declarado haber sido sometido a un exorcismo gay en la década de 1990, que le causó «vergüenza y bochorno».
En 2009 fue publicado un vídeo de 20 minutos en la página web de la iglesia Manifested Glory Ministries de Bridgeport, en Connecticut (EE. UU.). En él se mostraba un joven de 16 años objeto de golpes y otros actos de violencia por parte de algunos religiosos y exorcistas en el interior de una iglesia. El vídeo fue posteriormente eliminado de la página, pero fue publicado poco después en Youtube, donde provocó un clamor internacional y protestas del movimiento gay.
El obispo católico de Springfield (Illinois), Thomas J. Paprocki, realizó un exorcismo del estado de Illinois, tras la aprobación del matrimonio igualitario en noviembre de 2013. Según el mismo Paprocki, «el matrimonio entre personas del mismo sexo es obra del diablo y debe ser condenado como tal». Posteriormente comentaría que realizó ese «exorcismo menor» como un acto de amor hacia la comunidad gay, para «renunciar a Satán y romper nuestra relación con el Demonio» y «expulsar el Demonio de su influencia que parece prevalecer en nuestra cultura».

## Reino Unido
El caso de Bridgeport sacó a la luz que también se estaban realizando exorcismos gais en el Reino Unido, donde no solo se realizan en las comunidades cristianas, sino también en las musulmanas.
En mayo de 2010 la prensa reveló que la futura ministra de Interior e Igualdad del Reino Unido, Philippa Stroud, había fundado en 1989 un centro religioso que trataba de «curar» la homosexualidad, la transexualidad y las adicciones a través de la oración y los exorcismos. Stroud y su marido abandonaron el proyecto dos años después para abrir otra iglesia. Stroud también escribió un libro, God’s Heart for the Poor, en el que describía la forma de realizar exorcismos para acabar con la homosexualidad, el alcoholismo y la adicción a las drogas.

## Italia
En Italia existen informaciones sobre padres que han solicitado un exorcismo católico para sus hijos homosexuales.